# Rhys Fychan († 1302)
Rhys Fychan († 1302), eigentlich Rhys ap Rhys ap Maelgwn, war ein walisischer Lord aus der Dinefwr-Dynastie.
Rhys Fychan war ein Sohn von Rhys ap Maelgwn, dem ältesten Sohn von Maelgwn Fychan. Da sein Vater bereits 1255 gestorben war, erbte er nach dem Tod seines Großvaters 1257 zusammen mit seinem älteren Bruder Llywelyn dessen Herrschaft Is Aeron, eine Teilherrschaft des ehemaligen Fürstentums Deheubarth im Norden von Ceredigion. Nachdem Llywelyn bereits 1265 gestorben war, wurde Rhys Fychan alleiniger Herr der kleinen Herrschaft.
Er war ein treuer Verbündeter von Llywelyn ap Gruffydd, dem Fürsten von Wales. Während des ersten Feldzugs von Eduard I. gegen Wales wurde sein Reich 1276 von einer überlegenen englischen Armee erobert. Er ergab sich Anfang Mai zusammen mit den meisten anderen walisischen Lords von Deheubarth und musste dem König am 1. Juli in Worcester Hommage leisten. Als jedoch vor dem 25. Juli 1276 Edmund of Lancaster mit einem Heer Llanbadarn erreichte und dort mit dem Bau von Aberystwyth Castle begann, flüchtete Rhys Fychan zu Fürst Llywelyn nach Gwynned, so dass sein Land beschlagnahmt wurde. Nach dem englischen Sieg blieb er in Gwynned und huldigte im Mai 1278 zusammen mit einigen anderen walisischen Lords wieder Fürst Llywelyn. Während des walisischen Aufstands im März 1282 eroberte er zusammen mit seinem entfernten Cousin Gruffydd ap Maredudd durch eine List Aberystwyth Castle. Damit konnte er kurzzeitig sein Reich zurückerobern, ehe er sich erneut vor der englischen Übermacht in das Bergland von Gwynedd zurückziehen musste. Er ergab sich Anfang 1283 dem englischen König. Dafydd ap Gruffydd versuchte ihn im Mai noch vergeblich zum weiteren Widerstand zu bewegen, indem er ihm Gebiete in Ceredigion versprach, die schon von englischen Truppen besetzt waren. Im August 1283 wurde er vom König gefangen genommen und blieb bis zu seinem Tod in Windsor Castle in Gefangenschaft. Für die Kosten seiner Beisetzung kam der König auf.
Er hatte mehrere Kinder, darunter:
1. Maelgwn
2. Rhys
3. Gruffydd

Seine drei Söhne gehörten zu den Anführern des walisischen Aufstands von 1294. Maelgwn fiel gegen Ende des Aufstands, Rhys und Gruffydd gerieten in Gefangenschaft und wurden in Norwich Castle eingekerkert, wo sie noch 1308 am Leben waren.